# Biscutella fontqueri
Biscutella fontqueri es una especie de planta herbácea perteneciente a la familia de las brasicáceas.

## Descripción
Es una planta perenne, que alcanza un tamaño de 18-35 cm de altura, con varios tallos ramificados. Las hojas basales densamente arrosetadas, cuneiformes en la base, trilobuladas –con dos dientes cerca del ápice–, pecioladas; las caulinares, sésiles, las inferiores parecidas a las basales, hacia la parte superior más estrechas y lineares. La inflorescencia dispuesta en racimo denso, incluso en la fructificación.  Frutos con valvas orbiculares, glabras o con unos pocos pelos. Semilla cuya presencia se adivina en la superficie de la valva. Tiene un número de cromosomas de n = 9*.

## Distribución y hábitat
Se encuentra en el substrato calizo, en grietas de roquedos o pinares; a una altitud de 900-1300 metros en la Sierra del Cardó, y en los Puertos de Tortosa-Beceite y aledaños. España.

## Taxonomía
Biscutella fontqueri fue descrita por Guinea & Heywood y publicado en Anales del Instituto Botánico A. J. Cavanilles 21: 394. 1963.
Etimología
Biscutella: nombre genérico que deriva del Latín bi= «doble» y scutella = «pequeña copa».
fontqueri: epíteto otorgado en honor del botánico Pius Font i Quer.
Sinonimia
- Biscutella cuneata (Font Quer) Font Quer ex Mach.-Laur.
- Biscutella intermedia subsp. cuneata (Font Quer) Malag.
- Biscutella laevigata f. cuneata Font Quer
- Biscutella laevigata var. cuneata (Font Quer) O.Bolòs & Masclans
- Biscutella valentina subsp. cuneata (Font Quer) Govaerts[3]